# あわ箱
あわ箱（あわばこ）は、日本の漫画家。少年誌に連載する。

## 作品リスト
- 浪漫三重奏（『別冊少年マガジン』2009年10月号〈創刊号〉 - 2012年7月号） - 全4巻
- イビルば〜じん（『増刊ヤングガンガンビッグ』Vol.02、Vol.03、『月刊ビッグガンガン』2011年Vol.01 - 2013年 vol.02、スクウェア・エニックス） - 全2巻
- 金田一少年の1泊2日小旅行（原作：天樹征丸・さとうふみや、『マンガボックス』2014年4月 - 2016年12月） - 全3巻
- 杖ペチ魔法使い♀の冒険の書（『週刊少年マガジン』2017年24号 - 2018年6号） - 全2巻

## 関連人物
山本アリフレッド
アシスタント。